# Isaiah Mustafa
Isaiah Amir Mustafa (Portland (Oregon), 11 de fevereiro de 1974) é um ex-jogador de futebol americano e um ator norte-americano. É mais conhecido por ser garoto-propaganda da marca Old Spice e pela série Shadowhunters.

## Filmografia

### Filmes
| Ano  | Título                   | Personagem              | Notas          |
| ---- | ------------------------ | ----------------------- | -------------- |
| 2005 | The Island               | Injured Football Player |                |
| 2006 | The Last Supper          | Moses                   | Curta-metragem |
| 2006 | Even Money               | Jogador de futebol      |                |
| 2011 | Madea's Big Happy Family | Calvin                  |                |
| 2011 | Horrible Bosses          | Officer Wilkens         |                |
| 2012 | The Three Stooges        | Moe's Hip Executive     |                |
| 2013 | Crush                    | Coach Evans             |                |
| 2014 | Back in the Day          | T                       |                |
| 2015 | Girl Flu                 | Gabriel                 |                |
| 2015 | After the Reality        | Garreth                 |                |
| 2019 | It: Chapter Two          | Mike Hanlon             | Pós-produção   |

### Televisão
| Ano       | Título            | Personagem                    | Notas                                              |
| --------- | ----------------- | ----------------------------- | -------------------------------------------------- |
| 2007      | Football Wives    | Football Player               | Telefilme                                          |
| 2008      | Ugly Betty        | Bailiff                       | Episódio: "Odor in the Court"                      |
| 2009      | Days of Our Lives | Cleveland Cop                 | 2 episódios                                        |
| 2009      | NCIS: Los Angeles | Brent Duffy                   | Episódio: "Search and Destroy"                     |
| 2009      | Eli Stone         | Newlywed Husband              | Episódio: "Tailspin"                               |
| 2009      | NCIS              | Oliver Newcomb                | Episódio: "Caged"                                  |
| 2010      | Castle            | Team Leader                   | Episódio: "Boom!"                                  |
| 2010–2011 | Chuck             | Richard "Rick" Noble          | 2 episódios                                        |
| 2011      | Hot in Cleveland  | Coach Kevin                   | Episódio: "LeBron is Le Gone"                      |
| 2011      | Love Bites        | Captain Craig                 | Episódio: "Sky High"                               |
| 2011      | Femme Fatales     | Raven                         | Episódio: "Speed Date"                             |
| 2011      | Charlie's Angels  | Detective Ray Goodson         | 2 episódios                                        |
| 2012      | Rags              | Reginald Worth                | Telefilme                                          |
| 2012      | Nikita            | Cyrus                         | 2 episódios                                        |
| 2014      | Anger Management  | Paul                          | Episódio: "Charlie Screws a Prisoner's Girlfriend" |
| 2014      | Sirens            | Danny                         | Episódio: "Pilot"                                  |
| 2014      | Selfie            | Mitchell McMoney              | Episódio: "Nugget of Wisdom"                       |
| 2014      | Kroll Show        | Hammer                        | Episódio: "Mother Daughter Sister Wife"            |
| 2015      | Baby Daddy        | Captain Hudson                | Episódio: "An Officer and a Gentle Ben"            |
| 2016–2019 | Shadowhunters     | Lucian "Luke" Garroway        | Main role                                          |
| 2017      | Total Divas       | Himself                       | Episódio: "What Happens in Vegas..."               |
| 2018      | Robot Chicken     | Cottonmouth / Frog / Attorney | Voz; episódio: "Strummy Strummy Sad Sad"           |

### Videogames
| Ano  | Título         | Personagem     |
| ---- | -------------- | -------------- |
| 2011 | Gears of War 3 | COG Gear (voz) |